# Sekundärutbildning i Mexiko
Secundaria general är en sekundärutbildning i Mexiko för barn mellan 12 och 15 år. Att jämföra med mellanstadiet i Sverige. Secundaria general efterföljer Primaria general och har flera olika inriktningar och ämnesval. När eleven klarat utbildningen går man vidare till vad som kallas bachillerato, att jämföra med gymnasium innan man vid 18 års ålder kan börja studera vid universitet.